# Emma (película de 2020)
Emma es una película británica de comedia y drama de 2020 dirigida por Autumn de Wilde, escrita por Eleanor Catton y basada en la novela del mismo nombre de Jane Austen. La cinta está protagonizada por Anya Taylor-Joy, Johnny Flynn y Bill Nighy. 
Fue estrenada en Estados Unidos el 21 de febrero de 2020 y en el Reino Unido el 14 de febrero de 2020, a través de Focus Features.

## Reparto
- Anya Taylor-Joy como Emma Woodhouse
- Johnny Flynn como George Knightley
- Bill Nighy como Mr. Woodhouse
- Miranda Hart como Miss Bates
- Mia Goth como Harriet Smith
- Josh O'Connor como Mr. Elton
- Callum Turner como Frank Churchhill
- Rupert Graves como Mr. Weston
- Gemma Whelan como Srta. Taylor/ Sra. Weston
- Amber Anderson como Jane Fairfax
- Isis Hainsworth es Elizabeth Martin
- Tanya Reynolds como Mrs. Elton
- Angus Imrie como Bartholomew
- Letty Thomas como Biddy
- Aidan White como Hartfield Butler
- Edward Davis como Charles
- Nicholas Burns como Mr. Cole

## Producción
En octubre de 2018, Anya Taylor-Joy se unió a la adaptación cinematográfica de Emma, con Autumn de Wilde haciendo su debut como directora con la película. En diciembre de 2018, Johnny Flynn se unió al elenco de la cinta. En marzo de 2019, Bill Nighy, Mia Goth, Josh O'Connor, Callum Turner, Miranda Hart, Rupert Graves, Gemma Whelan, Amber Anderson y Tanya Reynolds se unieron al elenco de la película. Alexandra Byrne proporciona el diseño de vestuario para la cinta.

### Rodaje
La fotografía principal comenzó el 18 de marzo de 2019.

## Estreno
La película fue estrenada en Estados Unidos el 21 de febrero de 2020 y en el Reino Unido el 14 de febrero de 2020.